# Usúrbil
Usúrbil (en euskera y oficialmente: Usurbil) es un municipio de Guipúzcoa en el País Vasco, España. Situado a unos 10 kilómetros de San Sebastián por la carretera nacional N-634, el término es atravesado por el río Oria. Además del núcleo del pueblo de Usúrbil, pertenecen también al término los barrios de Atxega Alde, Santu-Enea, Kalezar, Zubieta, Aguinaga (ya lindando con Orio) y San Esteban. Es especialmente conocido en la zona por sus sidrerías. El barrio de Aguinaga, en la ribera del río Oria, es reseñable por las angulas que se solían recoger en grandes cantidades.

## Toponimia
La etimología más popular hace derivar el nombre de Usúrbil de uso urbil, que quiere decir en euskera cerca de palomas.
Sus vecinos se llaman usurbildarras, gentilicio que procede del euskera y que es común a hombres y mujeres.

## Geografía
Integrado en la comarca de San Sebastián, se sitúa a 11 kilómetros del centro de San Sebastián. El término municipal está atravesado por la Autopista del Cantábrico (AP-8) y por la carretera N-634 entre los pK 1 y 9. 
El relieve del municipio está definido por el valle del río Oria y las montañas que lo limitan. Los montes principales de la jurisdicción son Andatza (562 metros) por el sur y Medizorrotz (416 metros) por el norte. Tiene bastante importancia el bosque de lrisasi. La altitud oscila entre los 562 metros (Andatza) y los 15 metros a orillas del Oria. El pueblo se alza a 28 metros sobre el nivel del mar. 
| Noroeste: Orio    | Norte: San Sebastián | Noreste: San Sebastián             |
| Oeste: Orio y Aya |                      | Este: San Sebastián y Lasarte-Oria |
| Suroeste: Aya     | Sur: Cizúrquil       | Sureste: San Sebastián (exclave)   |

### Espacios naturales
En Usúrbil se localiza un conjunto de enclaves de gran valor naturalístico, sobre todo en torno al río Oria, donde podemos observar un conjunto de vegas, marismas y humedales muy bien conservados aunque gravemente amenazados por el desarrollo urbanístico de la zona. Este conjunto se encuentra incorporado a la Red Natura 2000 dentro del estuario del Oria junto con enclaves de Aya y Orio. Asimismo, tiene un gran valor naturalístico el conjunto del monte Andatza.

### Barrios
- El casco urbano del pueblo, llamado Elizalde, Kaxkoa, Kaleberri o simplemente Usúrbil. Concentra a la mayor parte de la población del municipio y tiene estructura urbana.
- Aguinaga: es el barrio de tradición angulera de Usúrbil, situado en la carretera de Usúrbil a Orio. Tiene parroquia propia e históricamente ha constituido un barrio con gran autonomía respecto del resto de la villa.
- Atxegalde: barrio situado al lado de la carretera nacional a la salida de Usúrbil por la carretera de Aguinaga. Tiene alrededor de 500 habitantes.
- Txikierdi: pequeño barrio formado por unas pocas casas que está cerca de Lasarte-Oria. Actualmente ha experimentado un importante crecimiento; está rodeado de pabellones industriales y aquí se ubica también el Centro Comercial Urbil.
- Kalezar: barrio cercano al casco urbano. Formado por una larga calle sobre una pequeña colina que domina el valle del río Oria. Se corresponde con la ubicación de la villa medieval. Su nombre significa la calle vieja en euskera.
- San Esteban (o Urdaiaga): situado en la orilla izquierda. Su nombre tradicional es el de Urdaiaga pero es más conocido por el nombre de su ermita.
- Santu-Enea: situado también en la orilla izquierda del río Oria.
- Zubieta: es un barrio compartido por los municipios de San Sebastián y Usúrbil. Zubieta se encuentra en la orilla izquierda del río Oria y es un enclave de San Sebastián entre Usúrbil y Lasarte-Oria que a su vez posee enclaves dentro de su territorio que pertenecen a Usúrbil. El barrio es administrado por una junta vecinal auspiciada por los dos ayuntamientos a los que pertenece.

### Población de los barrios
- Usúrbil (incluyendo la población de Atxegalde): 3772 hab.
- Aginaga: 468 hab.
- Kalezar: 650 hab.
- Txikierdi: 235 hab.
- Santu-Enea: 495 hab.
- Urdaiaga: 179 hab.
- Zubieta: 214 hab.
- Total población: 6013 hab. (INE 2010)

Datos del 2008 obtenidos del INE.

## Historia
Los rastros de presencia humana más antiguos del municipio se encuentran en el monte Andatza, que está plagado de túmulos y menhires que datan del Neolítico.
Se cree que lo que actualmente es Usúrbil perteneció antiguamente a la jurisdicción del valle de Hernani, que se extendía entre los ríos Urumea y Oria y que incluía también la todavía no creada población de San Sebastián.
Parece ser que el más antiguo núcleo de población del municipio se encontraría en la orilla izquierda del río Oria y se correspondería con el actual barrio de Urdayaga (Urdaiaga), más conocido como San Esteban. En un documento de principios del siglo XIII se menciona el Monasterio de San Esteban, ya desaparecido, pero sobre él está construida la actual ermita de San Esteban. Junto al monasterio aparece en el siglo XIV la casa-torre de Urdayaga (Urdaiaga), que también da su nombre al barrio y que también ha llegado con modificaciones hasta la actualidad, transformada hoy en día en caserío.
Durante el siglo XII probablemente se produjo una importante donación de terreno situado en Usúrbil al monasterio de Roncesvalles en Navarra. Estos terrenos se mantuvieron en manos de dicho monasterio hasta la desamortización de Mendizábal en 1836, sin que fueran explotados de forma intensiva. Conocidos como Monte Irisasi y situado en el entorno del Andatza, constituían uno de los bosques mejor conservados de Guipúzcoa. Desde entonces han sufrido una intensiva explotación, pero sigue siendo una extensa zona boscosa.
En 1180 el rey navarro Sancho el Sabio incluyó todo Usúrbil y la mayor parte de Zubieta dentro de los límites territoriales de la villa de San Sebastián. Usúrbil pasó a ser una colación o parroquia (San Salvador) dependiente de la villa donostiarra.
La población se encontraba en aquel entonces diseminada en caseríos, existiendo ya los núcleos habitados de Urdayaga y Aguinaga, no así los otros barrios del pueblo. La iglesia parroquial se encontraba en la ubicación actual y en sus inmediaciones se reunían los vecinos de la colación. Un linaje, el de los Achega, controlaba buena parte de la vida local. Los Achega tenían su casa-torre ubicada junto a un estratégico vado que permitía cruzar el río Oria y cuyo paso controlaban; también tenían establecido su patronazgo sobre la parroquia, que no se encontraba a demasiada distancia de su casa-torre.
Esta situación se mantuvo hasta 1371, cuando el rey castellano Enrique II concedió a los habitantes de la parroquia de San Salvador el permiso para formar y poblar una nueva villa cercada, con el nombre de Belmonte de Usúrbil, independiente a todos los efectos de la jurisdicción de San Sebastián, cuyo fuero adoptaría. La nueva villa se construyó sobre una pequeña colina bastante alejada del curso del río Oria y a cierta distancia de la iglesia parroquial. Esta ubicación, a priori un tanto ilógica, perseguía alejarse en la medida de lo posible de la influencia de los Achega. La iglesia parroquial quedó en tierra de nadie, a media distancia entre la casa-torre de los Achega y la villa. La jurisdicción de la villa alcanzó los límites de la parroquia de San Salvador, aunque en sus primeros años sufrió ajustes. Orio perteneció originalmente a Usúrbil hasta que en 1379 se constituyó a su vez en villa, mientras que los barrios situados en la orilla izquierda del Oria, como Urdayaga, no se integraron en la villa en un principio.
Mención aparte merece el barrio de Zubieta, cuyos vecinos tuvieron que decidir si seguían perteneciendo a San Sebastián o se integraban en la nueva villa de Usúrbil. La votación dividió a la población: 14 caseríos se mantuvieron fieles a San Sebastián y 7 optaron por pasarse a Usúrbil. La peculiar configuración administrativa del barrio, que está dividido entre San Sebastián y Usúrbil, se remonta por lo tanto a finales del siglo XIV.
El plano urbano de Belmonte de Usúrbil era muy sencillo. Estaba formado por dos calles, tres cantones perpendiculares y cuatro portales de entrada. La villa se hallaba rodeada de una cerca. Esta villa medieval (Belmonte de Usúrbil) se corresponde con el actual barrio de Kalezar.
En 1486 se produjo un incendio que arrasó completamente Belmonte. Por otro lado la principal razón de ser de la ubicación de Belmonte desapareció junto con la amenaza de los Achega para finales de dicho siglo. En el siglo XVI la preponderancia de Belmonte dentro del conjunto de la villa comenzó a resentirse; los demás barrios (Aguinaga, Urdayaga, Zubieta y Elizalde) cuestionaron los privilegios que ostentaba Belmonte; como la prohibición de establecerse carnicerías fuera de la villa amurallada. Especialmente numerosos fueron los pleitos entre Aguinaga y la villa.
De forma paralela a la decadencia del núcleo original de la villa, se desarrolló un nuevo barrio que acabaría siendo el corazón del pueblo. El barrio de Elizalde (la zona de la iglesia) surgió como un conjunto de unas pocas casas en torno a la iglesia parroquial y el camino que pasaba junto a ella. El crecimiento natural de Elizalde y los pleitos entre Belmonte y Aguinaga propiciaron que finalmente, en 1672 se trasladara la casa concejil al nuevo barrio, siendo a finales del siglo XVII la población de Elizalde ya comparable a la de Belmonte.
Otros nombres con los que se conoce a este barrio son Kaleberri (la calle nueva) en contraposición al núcleo medieval más antiguo que por aquella época dejó de llamarse Belmonte y pasó a ser conocido como Kalezar (la calle vieja); o bien Kaxkoa (el casco) al pasar a ser el nuevo casco del pueblo.
En 1826 Usúrbil formó con las vecinas localidades de Orio y Cizúrquil la Unión de Andatzabea para costear un representante común ante las Juntas Generales de Guipúzcoa.

## Economía
La industria tradicional estaba representada en Usúrbil por las ferrerías, fábricas de anclas y de naves, que se aprovechaban de la abundancia de madera en los bosques de Usúrbil. Destacaban los astilleros de Mapil en Aginaga que fabricaban siglos atrás buques para la Armada española.
La industrialización moderna llegó a Usúrbil con la instalación en 1934 de la fábrica de neumáticos Michelin que se construyó a caballo entre los términos municipales de Usúrbil y Hernani, muy cerca del entonces barrio hernaniarra de Lasarte. Antiguamente su sede social se encontraba en el municipio de Usúrbil, pero en la actualidad ha sido transferido al de Lasarte. Alejada unos 3 km de Usúrbil, la fábrica dio trabajo a muchos usurbildarras, pero no contribuyó a cambiar radicalmente el carácter del pueblo; mientras que Lasarte sí que creció a la sombra de la Michelin y se transformó en una pequeña ciudad de casi 20 000 habitantes. En la actualidad Michelin de Lasarte sigue en funcionamiento y, aunque ha bajado el volumen de su plantilla, sigue siendo la principal fábrica de la comarca y casi la única productora mundial de neumáticos de motocicleta de esta marca. La plantilla actual es de unos 500 trabajadores.
En Usúrbil hay bastantes pymes instaladas en los diferentes polígonos industriales con que cuenta el municipio. Las empresas con más peso en la economía local son Ingemar, dedicada al corte y pulido de mármol y granito y la fundición Victorio Luzuriaga Usurbil, situada en el barrio de Txikierdi y que pertenece a Mondragón Corporación Cooperativa. Ambas empresas tienen plantillas que rondan los 300 trabajadores.
Merece destacar el recientemente inaugurado centro comercial Urbil, situado en terrenos de Usúrbil, pero muy cerca de Lasarte.
Las siguientes empresas de Usúrbil tienen más de 50 trabajadores según el Catálogo Industrial Vasco (CIVEX):
- Akaba: mobiliario de oficina[3]
- Igepak: desarrollo, formulación y envasado de aerosoles[4]
- Ingemar: extracción y manipulación de mármol y granito[5]
- José María Ucín (Ucín Aluminio): fabricación de tubos y perfiles de aluminio[6]
- Savasa Imp.: artes gráficas y etiquetado[7]
- Victorio Luzuriaga-Usurbil (Fagor Ederlan VL Usurbil): piezas de fundición nodular destinadas a la automoción (carcasas de freno)[8]

## Administración y política
| Periodo   | Nombre                 | Partido | Partido                                                      |
| --------- | ---------------------- | ------- | ------------------------------------------------------------ |
| 1979-1983 | Andrés Bruño           |         | Euzko Alderdi Jeltzalea-Partido Nacionalista Vasco (EAJ-PNV) |
| 1983-1987 | Martín Larrañaga       |         | Euzko Alderdi Jeltzalea-Partido Nacionalista Vasco (EAJ-PNV) |
| 1987-1999 | José Antonio Altuna    |         | Herri Batasuna (HB)                                          |
| 1999-2003 | José Antonio Altuna    |         | Euskal Herritarrok (EH)                                      |
| 2003-2007 | Luis María Ormaetxea   |         | Eusko Alkartasuna (EA)                                       |
| 2007-2011 | Xabier Mikel Errekondo |         | Eusko Abertzale Ekintza-Acción Nacionalista Vasca (EAE-ANV)  |
| 2011-2015 | Mertxe Aizpurua        |         | Bildu                                                        |
| 2015-2019 | Xabier Arregi          |         | Euskal Herria Bildu (EH Bildu)                               |
| 2019-act. | Agurtzane Solaberrieta |         | Euskal Herria Bildu (EH Bildu)                               |

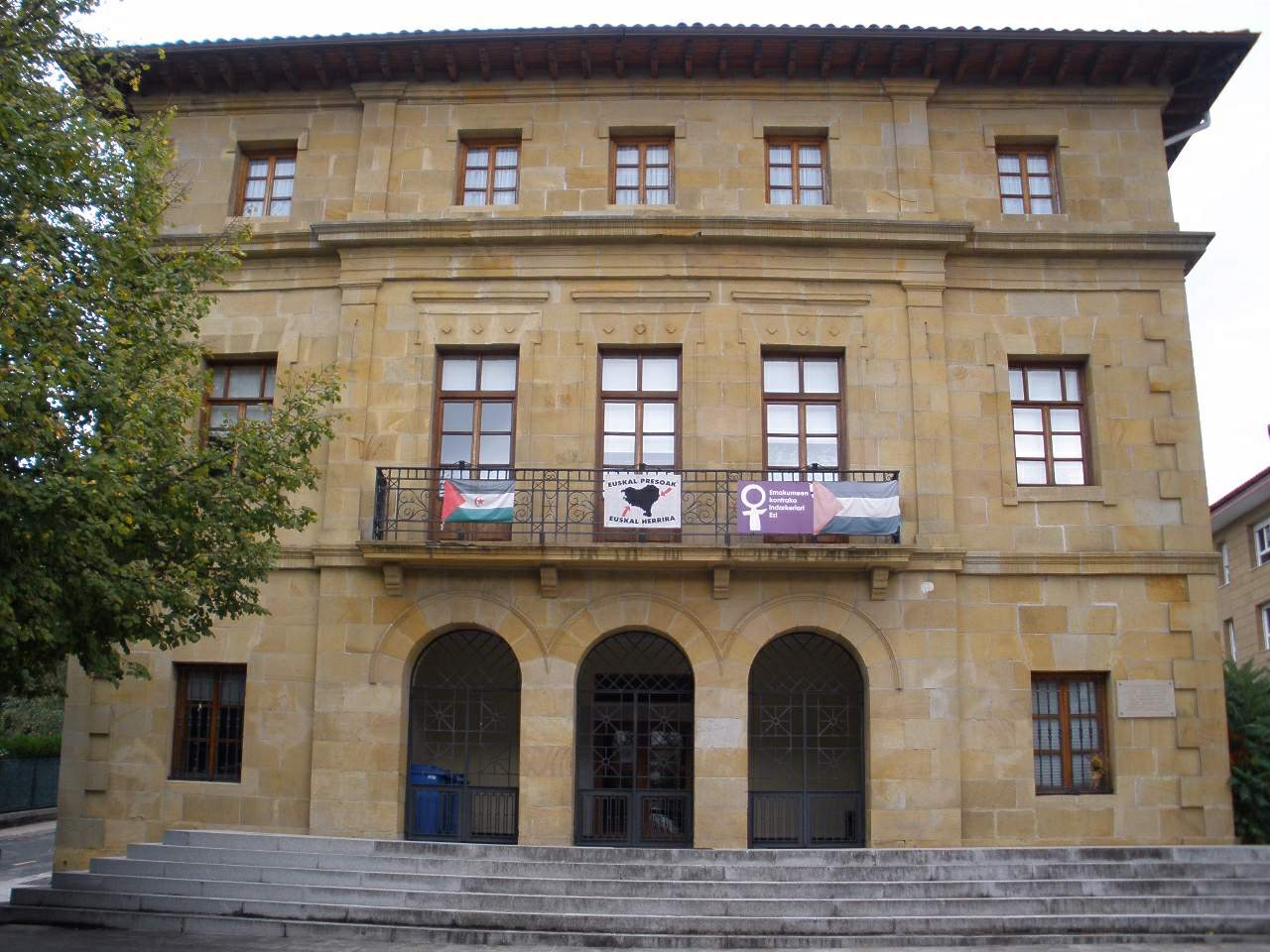
Ayuntamiento de Usúrbil

Usúrbil es una localidad en el que los partidos nacionalistas vascos obtienen entre un 75 % y 80 % de los votos. La gran mayoría de esos votos los aporta la izquierda abertzale.
Tras el restablecimiento de la democracia la alcaldía recayó en manos del PNV, pero la escisión de este partido en 1986, que dio origen a EA, propició que el voto nacionalista se dividiera recayendo la alcaldía por primera vez en Herri Batasuna.
El alcalde abertzale José Antonio Altuna se mantuvo 16 años al frente del cargo convirtiendo a Usúrbil en uno de los feudos de Batasuna en el cinturón que rodea San Sebastián. Algunas de sus reelecciones le otorgaron mayoría absoluta al frente de la alcaldía. Sin embargo, la ilegalización de Batasuna impidió que Altuna pudiera presentarse a la reelección en 2003, recayendo la alcaldía en Luis María Ormaetxea de EA, el candidato más votado entre los que pudieron presentarse.
| Partido político                                              | 2023  | 2023       | 2019  | 2019       | 2015  | 2015       | 2011  | 2011       | 2007  | 2007       | 2003        | 2003        | 1999    | 1999       | 1995  | 1995       | 1991  | 1991       |
| Partido político                                              | %     | Concejales | %     | Concejales | %     | Concejales | %     | Concejales | %     | Concejales | %           | Concejales  | %       | Concejales | %     | Concejales | %     | Concejales |
| Euskal Herria Bildu (EH Bildu)-Bildu                          | 60,79 | 9          | 54,06 | 8          | 57,56 | 8          | 48,07 | 7          | —     | —          | —           | —           | —       | —          | —     | —          | —     | —          |
| Euzko Alderdi Jeltzalea-Partido Nacionalista Vasco (EAJ-PNV)  | 25,98 | 3          | 28,29 | 4          | 29,08 | 4          | 7,79  | 1          | 8,43  | 1          | 36,00       | 5           | 30,63   | 5          | 23,24 | 3          | 18,97 | 3          |
| Partido Socialista de Euskadi-Euskadiko Ezkerra (PSE-EE PSOE) | 8,10  | 1          | 8,12  | 1          | 7,86  | 1          | 6,82  | 1          | 7,86  | 1          | 14,48       | 2           | 9,12    | 1          | 8,29  | 1          | 10,74 | 1          |
| Partido Popular del País Vasco (PP)                           | 1,92  | 0          | 1,54  | 0          | 1,95  | 0          | 2,07  | 0          | 2,57  | 0          | 7,39        | 1           | 5,69    | 0          | 4,03  | 0          | 2,04  | 0          |
| Escaños en Blanco (EB)                                        | —     | —          | 4,16  | 0          | —     | —          | —     | —          | —     | —          | —           | —           | —       | —          | —     | —          | —     | —          |
| Aralar                                                        | —     | —          | —     | —          | —     | —          | 17,69 | 2          | 17,02 | 2          | —           | —           | —       | —          | —     | —          | —     | —          |
| Hamaikabat (H1!)                                              | —     | —          | —     | —          | —     | —          | 15,90 | 2          | —     | —          | —           | —           | —       | —          | —     | —          | —     | —          |
| Eusko Abertzale Ekintza-Acción Nacionalista Vasca (EAE-ANV)   | —     | —          | —     | —          | —     | —          | —     | —          | 40,92 | 6          | —           | —           | —       | —          | —     | —          | —     | —          |
| Eusko Alkartasuna (EA)                                        | —     | —          | —     | —          | —     | —          | —     | —          | 20,51 | 3          | 39,09       | 5           | Con PNV | Con PNV    | 18,05 | 2          | 20,22 | 3          |
| Ezker Batua-Berdeak (EB-B)                                    | —     | —          | —     | —          | —     | —          | —     | —          | 1,52  | 0          | —           | —           | —       | —          | —     | —          | —     | —          |
| Euskal Herritarrok (EH)-Herri Batasuna (HB)                   | —     | —          | —     | —          | —     | —          | —     | —          | —     | —          | Ilegalizado | Ilegalizado | 53,03   | 8          | 43,82 | 7          | 42,66 | 6          |
| Euskadiko Ezkerra (EE)                                        | —     | —          | —     | —          | —     | —          | —     | —          | —     | —          | —           | —           | —       | —          | —     | —          | 4,62  | 0          |

## Demografía
Usúrbil cuenta con una población de 6438 habitantes (INE 2024).
| Gráfica de evolución demográfica de Usúrbil entre 1842 y 2021                                                       |
| |
| Población de derecho según los censos de población del INE Población de hecho según los censos de población del INE |

El crecimiento de población del municipio ha sido lento, ya que a lo largo de todo el siglo XX no ha conseguido llegar a duplicar su población. Entre 1960 y 1980, que es el periodo en el que se produjo un mayor aumento de población en la comarca, debido a la suma del efecto del baby boom y la llegada masiva de trabajadores procedentes de otras zonas de España, la población no llegó a aumentar ni en 1000 habitantes. De esto se puede deducir que la inmigración ha tenido una influencia relativamente pequeña en la población del municipio, lo que se complementa con otros datos que apuntan en la misma dirección, como el voto mayoritariamente nacionalista (entre 70% y 80%) o el elevado porcentaje de población vascoparlante (más del 70%).
Durante la década de 1990 se produjo un estancamiento de la población, pero esta se recuperó durante la década del boom inmobiliario de 2000 con la construcción de nuevas viviendas que han atraído a nueva población de los municipios del entorno. La población de Usúrbil creció aproximadamente un 15% en ese periodo.

## Cultura

### Patrimonio

#### Monumentos religiosos
- Iglesia parroquial de San Salvador
- Ermita de San Esteban

#### Monumentos civiles
- Palacio de Sarobe
- Palacio de Achega (Atxega)
- Mural de cerámica de 16x9 metros del pintor Zumeta en la trasera del frontón municipal
- Estación dolménica de Andatza I y Andatza II
- Caserío Artzabal
- Caserío Ibarrola Haundi
- Caserío Gaztañaga
- Caserío Arrillaga Haundi

### Gastronomía
Hay dos productos gastronómicos que han dado fama a Usúrbil: las angulas y la sidra.
Las angulas son alevines de anguila. Se solían pescar en grandes cantidades en las desembocaduras de los ríos. En el caso del río Oria las angulas entraban profundamente en el río y llegaban hasta el barrio usurbildarra de Aguinaga, cuyos habitantes se convirtieron en expertos pescadores de angulas. Las angulas de Aguinaga adquirieron gran fama incluso a nivel de España. Su elaboración es simple, mucho aceite y guindillas. La contaminación, la sobreexplotación y otros factores han convertido la angula en un bien escaso y en un manjar con un precio desorbitado. Apenas se capturan ya angulas en Aguinaga, pero la tradición angulera está firmemente asentada en este barrio, que posee varias empresas dedicadas a la comercialización de angulas y que han diversificado su negocio también con viveros de marisco. Una de estas empresas creó hace años un sucedáneo de la angula fabricado a partir de surimi que se llama gula, y que ha adquirido bastante popularidad.
La sidra (sagardoa en euskera) es el otro producto típico del pueblo. Usúrbil compite con Astigarraga y Hernani como capital de la producción sidrera guipuzcoana, que se concentra principalmente dentro de la comarca de San Sebastián. Usúrbil es una de las localidades guipuzcoanas que ha mantenido una tradición ininterrumpida de elaboración de sidra natural en sus caseríos y que ha seguido teniendo abiertos los sagardotegis tradicionales. La producción de sidra, muy importante a principios de siglo, tocó fondo a principios de la década de 1980 cuando solo quedaban dos sagardotegis activas en el municipio y la fabricación de sidra en los caseríos había decaído mucho. Paradójicamente Usúrbil fue el único lugar de Guipúzcoa donde se establecieron 3 industrias dedicadas a la elaboración de sidra achampañada, ajena a la tradición local. Hoy en día, la producción tradicional de sidra natural ha aumentado, los sagardotegis han proliferado (actualmente hay 8 entre Usúrbil y Zubieta), mientras que de las tres fábricas dedicadas a la fabricación de sidra achampañada solo queda una. Desde 1981 se celebra en mayo el Sagardo Eguna (Día de la Sidra), una fiesta popular que gira en torno a este producto. Esta fiesta se celebra también en otras localidades guipuzcoanas, pero Usúrbil fue la pionera.

### Deporte
La principal equipación deportiva del municipio es el polideportivo Oiardo, que fue inaugurado en 1990. Este polideportivo cuenta con un pabellón multiusos con capacidad para 500 espectadores, una piscina cubierta, tatami, 2 pistas de squash, gimnasio de musculación y una pista exterior de fútbol sala en hierba artificial.
Este polideportivo concentra las principales actividades deportivas del pueblo, aquí juega el equipo de balonmano del Usurbil Kirol Elkartea (el balonmano está considerado el deporte rey de Usúrbil). En este polideportivo desarrollan sus actividades también el club de natación, el Judo Club Usúrbil, el Usurbil Karate Elkartea o el Andatza KKE, sociedad cultural y deportiva que posee una sección de gimnasia y un club de montaña.
Por otro lado Usúrbil cuenta con un campo de fútbol, Harane, que pertenece al Ayuntamiento, y que desde 2006 es de hierba artificial. Aquí juega como local el Usurbil Futbol Taldea, que milita en la categoría de regional preferente de Guipúzcoa, y otro en Primera Regional de Guipúzcoa.
Los equipamientos deportivos del pueblo se completan con los de la Ikastola Udarregi, que cuenta con un frontón y una pista multiusos de hormigón y los diferentes frontones del pueblo. El frontón Kontseju Zaharra se encuentra en la plaza central de Usúrbil, junto a la iglesia. Es un frontón cubierto de acceso libre y junto a él se encuentra un probadero para la práctica de deporte rural vasco. En los barrios de Aguinaga y de San Esteban-Urdaiaga también hay frontones cubiertos. La pelota vasca es un deporte con gran tradición en el pueblo, siendo Usúrbil uno de los pueblos que más veces ha triunfado en los torneos inter-pueblos de Guipúzcoa. El club de pelota vasca de Usúrbil es el Andatzpe K.E.. Mención aparte merece el barrio de Zubieta, en cuyo frontón se conserva y práctica una modalidad de pelota vasca casi desaparecida en Guipúzcoa, el Joko-garbi.
En cuanto a deportista, Usúrbil ha dado algunos deportistas notables; es el caso de los futbolistas profesionales Andoni Iraola, Imanol Agirretxe, Xabier Bengoetxea o David Asensio López ; los ciclistas Francisco Expósito, Sotero y Miguel Lizarazu (todos ellos campeones de España de ciclo-cross), Xabier Carbayeda (olímpico en 1988) o Haimar Zubeldia (cuatro veces entre los 10 primeros del Tour); o el jugador de balonmano internacional Xabier Mikel Errekondo.

### Fiestas
A lo largo del año se celebran numerosos actos festivos en Usúrbil.
Las fiestas del pueblo se celebran la semana del 2 de julio y son los Santixabelak (Santa Isabeles). La tradición más significativa de estas fiestas es la de los oilasko biltzaileak (recolectores de pollos), jóvenes de la localidad que recorren todos los caseríos de la zona recolectando pollos para una comida popular, mientras van interpretando diversas canciones.

#### Fiestas de los barrios
Los diferentes barrios de Usúrbil poseen sus propias fiestas, algunas son de larga tradición y se deben a los patrones de la iglesia o ermita del correspondiente barrio, mientras que en los barrios más jóvenes (Santuenea y Atxega-Alde) se crearon hace relativamente pocos años y no están ligados al santoral católico.
- 24 de junio, fiestas de San Juan en el barrio de Kalezar.
- 25 y 30 de julio, fiestas de Santiago (Santio) y San Ignacio en Zubieta
- 3 de agosto, fiestas de San Esteban en el barrio de San Esteban/Urdaiaga
- 16 de agosto, fiestas de San Roque, también en el barrio de Kalezar
- agosto/septiembre, fiestas de Atxega-Alde
- septiembre, fiestas de Santuenea
- 4 de octubre, fiestas de San Francisco (San Praixku) en Aguinaga
- 26 de diciembre, fiesta de San Esteban Txiki en San Esteben/Urdaiaga

#### Otras ferias y fiestas
Además a lo largo del año se celebran una serie de ferias, festivales y actos de diferente tipo, siendo el más conocido de ellos el Día de la sidra (Sagardo Eguna), fiesta popular en torno a la sidra y al mundo de las sidrerías que se celebra desde 1981. Se celebra un domingo a mediados de mayo y fue la pionera de estas fiesta en torno a la sidra que actualmente se celebran en muchas localidades guipuzcoanaas.
También hay otras ferias de menor importancia como
- Erle eguna (Día de la abeja): feria en torno al mundo de la abeja y de la miel que se ha solido celebrar en abril y en noviembre
- Día de San Isidro, en el que se realiza un homenaje a los baserritarras (campesinos)
- Andatza eguna (Día del Andatza): ascensión popular y romería en la cumbre de este monte
- Feria de artesanía, que se celebra en noviembre